# 王振義 (音樂家)
王振義（1942年10月11日—），台灣臺南市安定區人，台灣民族音樂學家、鋼琴家、作曲家、歌仔戲編劇，曾任台南家專、崇右企專等校教師，台灣歌仔學會音樂指導，著有《台灣的北管》學術專書和多篇學術論文；《琴劍恨》、《新白蛇傳》、《新編周成過台灣》等歌仔戲劇本。
中國文化學院（現中國文化大學）音樂學系學士，主修鋼琴，師承王青雲教授、吳季札教授；從史惟亮教授、許常惠教授副修作曲，從申學庸教授副修聲樂。
中國文化學院藝術研究所音樂組碩士，碩士論文《台灣北管音樂研究》先由時任音樂學系主任馬孝駿教授指導，馬教授離職後，改請校內俞大綱教授和校外許常惠教授共同指導，俞大綱教授在論文完成前便辭世，未能看到論文問世。
《台灣北管音樂研究》是許常惠教授指導的第1篇碩士論文，是台灣史上第1篇系統研究台灣北管音樂的碩士論文，在論文基礎上完成的《台灣的北管》專書是台灣史上第1部系統研究台灣北管音樂的學術著作。
他從楊秀卿女士學習台灣說唱音樂（唸歌仔）和台灣月琴，從楊再興 (歌仔戲)先生學大廣弦。
1989年與林弘猷、陳建良籌組成立台灣歌仔學會，1990年學會正式成立，王振義擔任秘書長。1992年應中國廈門市台灣藝術文化研究室（現台灣藝術研究所）主任陳耕（現任中華人民共和國1級編劇，兼任廈門大學教職）之邀，率團赴中國閩南地方參加學術活動並進行文化考察。1993年擔任台灣歌仔學會理事長。1994年學會成立附屬歌仔戲劇團，擔任劇團編劇、製作及音樂指導。